# Fernando Fernández Escribano
Fernando Miguel Fernández Escribano (Málaga, España, 2 de junio de 1979) es un exfutbolista y entrenador español. Jugaba en la posición de mediapunta. Terminó su carrera como jugador en el Diósgyőri VTK húngaro en 2013. Actualmente es segundo entrenador de Pellegrini en el Real Betis.

## Trayectoria como jugador
Empezó en las categorías inferiores del Málaga, donde entrenaba su padre Juanmi. Llegó a jugar de líbero, mediapunta y delantero. Con 17 años debutó en el Málaga CF, cuando éste participaba en la Segunda B. 
En el año 1998, pasó al Real Madrid C. Un año después, en 1999 ascendió al Real Madrid B, aunque en ese mismo año, debutaría en Primera División con el equipo merengue el 15 de abril de 2000 ante el Zaragoza en La Romareda, con victoria visitante (0-1). 
Al año siguiente fue cedido al Real Valladolid, donde permaneció dos temporadas hasta 2002. En la segunda, marcó 15 goles con el club pucelano, fue el máximo goleador de la Liga Española en su puesto de mediocentro. 
El 23-08-2002 fichó por el Real Betis para las siguientes 6 temporadas. El coste del fichaje rondó los 5,2 millones de euros. El Real Madrid se reservó una opción de recompra los dos primeros años, aunque sólo podría ejercerla para jugar en el Real Madrid. Siendo en la temporada 02-03 cuando despuntó mostrando un gran juego y repitiendo la cifra de 15 goles, esta vez jugando en un puesto más adelantado. Su cláusula de rescisión era de 30.000.000€. 
En el equipo verdiblanco debutó el 1 de septiembre de 2002 contra el Deportivo de la Coruña la primera jornada de Liga, y con victoria (2-4).
Su primer gol con el equipo de La Palmera, fue el 3 de noviembre de 2002 ante el Málaga, en el Estadio Ruiz de Lopera la octava jornada de Liga. Anotaría también un segundo gol de penalti. El Betis ganó 3-0 
En la temporada 04-05, fue uno de los pilares del Real Betis con Serra Ferrer como entrenador. Fue una de las piezas claves para la consecución del título de Copa y la clasificación del Betis para la Liga de Campeones por vez primera en su historia.
Al año siguiente, temporada 2005/06, disputó con el Betis la fase de grupos de la Champions League, y posteriormente, tras quedar terceros de grupo, jugó la UEFA.
Tras marcar 28 goles en sus 6 temporadas en el Real Betis, el jugador quedó libre y en verano de 2008 se comprometió con el Málaga CF, equipo que abandonó el 21 de agosto de 2011 tras rescindir el contrato con el club. En el mes de febrero de 2012 fichó por el equipo húngaro del DVTK, donde se retira en julio de 2013.

## Selección sub-21
Fue internacional con la selección española sub-21, donde coincidió con otros jugadores que tuvo como compañeros en el Betis como son Joaquín, Varela o Xisco. 

## Trayectoria como entrenador

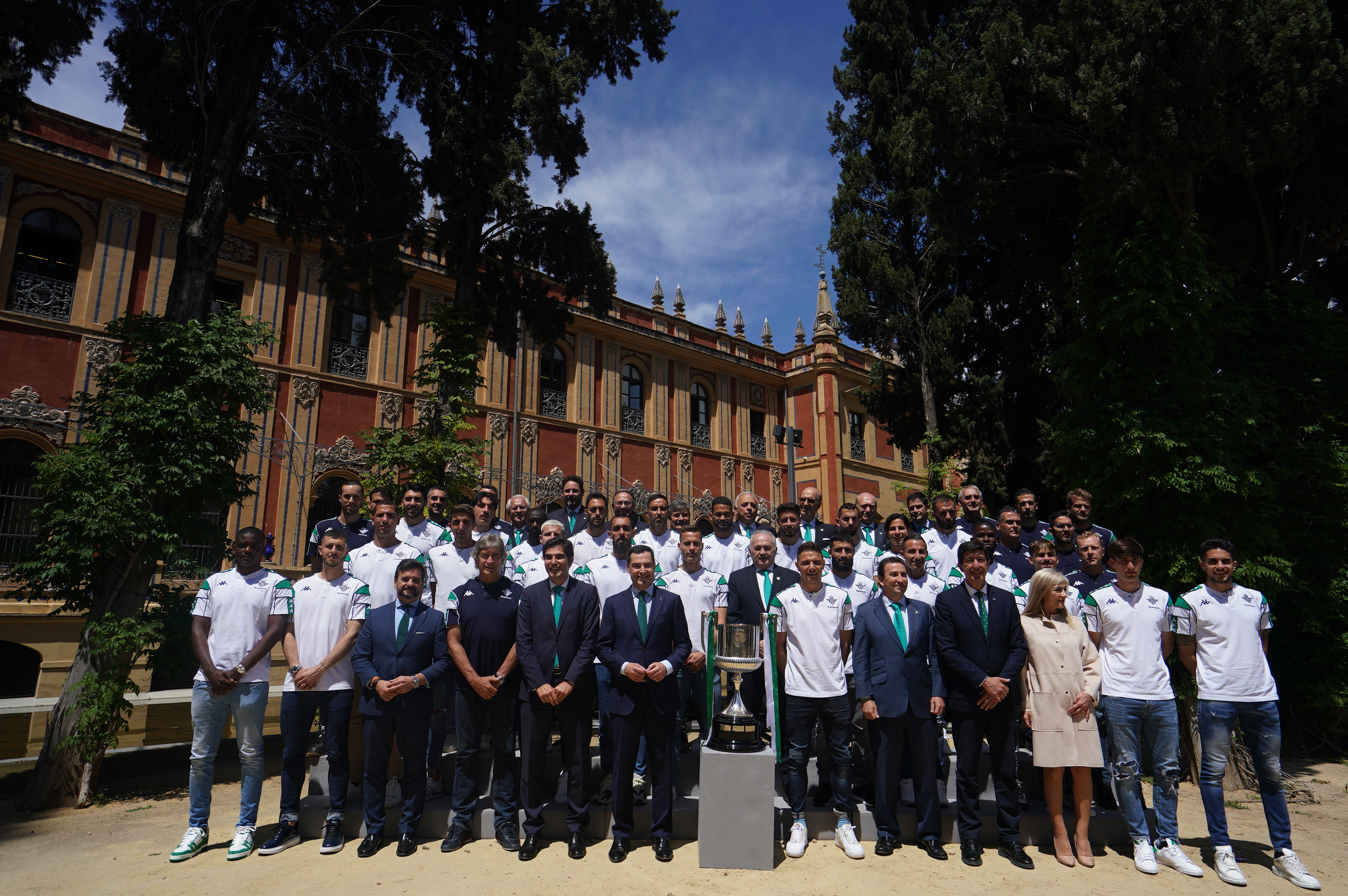
Recepción oficial Del Real Betis Balompié por la consecución de la Copa del Rey, en 2022.

En mayo de 2015 se hizo cargo del primer equipo del Centro de Deportes El Palo tras la dimisión de Rafa Muñoz, por los malos resultados, al estar penúltimo en la clasificación a dos jornada del final. En la temporada 2016-17 dimitió del CD El Palo al no llegar los resultados esperados. En la temporada 2018-19 se hizo cargo del Diósgyőri VTK húngaro.
En 2020, pasó a formar parte del equipo técnico del Real Betis con la llegada de Manuel Pellegrini como primer entrenador, con el que había coincidido como jugador en la temporada 2010/2011 en el Málaga C.F. En el club verdiblanco, participó en la consecución de la Copa del Rey en 2022.

## Estadísticas

### Clubes como jugador[4]
| Club                           | Div.          | Temporada     | Liga  | Liga  | Copas nacionales | Copas nacionales | Copas internacionales | Copas internacionales | Total | Total |
| Club                           | Div.          | Temporada     | Part. | Goles | Part.            | Goles            | Part.                 | Goles                 | Part. | Goles |
| ------------------------------ | ------------- | ------------- | ----- | ----- | ---------------- | ---------------- | --------------------- | --------------------- | ----- | ----- |
| Málaga Club de Fútbol · España |               |               |       |       |                  |                  |                       |                       |       |       |
| 2.ªB                           | 1996-97       | 1             | -     | 1     | -                | -                | -                     | 2                     | -     |       |
| 2.ªB                           | 1997-98       | 0             | -     | -     | -                | -                | -                     | 0                     | -     |       |
| Total club                     | Total club    | 1             | -     | 1     | -                | -                | -                     | 2                     | -     |       |
| Real Madrid B · España         |               |               |       |       |                  |                  |                       |                       |       |       |
| 2ªB                            | 1998-99       | 2             | -     | -     | -                | -                | -                     | 2                     | -     |       |
| 2ªB                            | 1999-00       | 34            | 11    | -     | -                | -                | -                     | 34                    | 11    |       |
| Total club                     | Total club    | 36            | 11    | -     | -                | -                | -                     | 36                    | 11    |       |
| Real Madrid · España           |               |               |       |       |                  |                  |                       |                       |       |       |
| 1.ª                            | 1999-00       | 1             | -     | -     | -                | -                | -                     | 1                     | -     |       |
| Total club                     | Total club    | 1             | -     | -     | -                | -                | -                     | 1                     | -     |       |
| Valladolid · España            |               |               |       |       |                  |                  |                       |                       |       |       |
| 1.ª                            | 2000-01       | 26            | 5     | 2     | -                | -                | -                     | 28                    | 5     |       |
| 1.ª                            | 2001-02       | 32            | 15    | 5     | 1                | -                | -                     | 37                    | 16    |       |
| Total club                     | Total club    | 58            | 20    | 7     | 1                | -                | -                     | 65                    | 21    |       |
| Real Betis Balompié · España   |               |               |       |       |                  |                  |                       |                       |       |       |
| 1.ª                            | 2002-03       | 35            | 15    | 4     | 1                | -                | -                     | 39                    | 16    |       |
| 1.ª                            | 2003-04       | 31            | 4     | 4     | 2                | 6                | 0                     | 41                    | 6     |       |
| 1.ª                            | 2004-05       | 34            | 5     | 8     | 2                | -                | -                     | 42                    | 7     |       |
| 1.ª                            | 2005-06       | 13            | 1     | 6     | 0                | 6                | 0                     | 25                    | 1     |       |
| 1.ª                            | 2006-07       | 25            | 2     | 6     | 1                | -                | -                     | 31                    | 3     |       |
| 1.ª                            | 2007-08       | 10            | 1     | 4     | 0                | -                | -                     | 14                    | 1     |       |
| Total club                     | Total club    | 148           | 28    | 32    | 6                | 12               | 0                     | 192                   | 34    |       |
| Málaga C.F. · España           |               |               |       |       |                  |                  |                       |                       |       |       |
| 1.ª                            | 2008-09       | 18            | 0     | 2     | 0                | -                | -                     | 20                    | 0     |       |
| 1.ª                            | 2009-10       | 30            | 5     | 1     | 0                | -                | -                     | 31                    | 5     |       |
| 1.ª                            | 2010-11       | 21            | 2     | 3     | 0                | -                | -                     | 24                    | 2     |       |
| Total club                     | Total club    | 69            | 7     | 6     | 0                | -                | -                     | 75                    | 7     |       |
| Diósgyőri VTK · Hungría        |               |               |       |       |                  |                  |                       |                       |       |       |
| 1ª                             | 2012-13       | 36            | 6     | -     | -                | -                | -                     | 36                    | 6     |       |
| Total club                     | Total club    | 36            | 6     | -     | -                | -                | -                     | 36                    | 6     |       |
| Total carrera                  | Total carrera | Total carrera | 349   | 72    | 46               | 7                | 12                    | 0                     | 407   | 79    |
| 1. 2.                          |               |               |       |       |                  |                  |                       |                       |       |       |

## Palmarés
- 1 Copa del Rey (2005)